# Пейджи Кейки
Пейдж Мид (англ. Paige Meade; род. 18 января 1993), наиболее известна как Пейджи Кейки (англ. Paigey Cakey) — британская MC, певица и актриса из Хакни, Лондона.

## Музыкальная карьера
В интервью она рассказала целый ряд причин, почему использует псевдоним «Кейки». В 2012 году выпустила свой первый микстейп The First Page. В 2013 году вышел второй микстейп рэперши The Next Paige. В 2014 году вышел третий релиз певицы The Right Paige, где в качестве приглашённых гостей отметились такие исполнители как, Yungen, Young Spray, Sneakbo, Stormzy, Chip, Снап Капоне и Colours and Dubz.

## Карьера в кино
В 2013 году Пэйджи Кейки снялась в телесериале Waterloo Road, где исполнила фристайл-рэп под псевдонимом Джейд (англ. Jade). Её рэп фокусировался на её размышлениях о том, стоит ли сохранить ей своего ребёнка.

## Дискография
- The First Paige (2012)
- The Next Paige (2013)
- The Right Paige (2014)